# Mars Surveyor 2001 Lander
Mars Surveyor 2001 Lander era una sonda NASA destinata al pianeta Marte che venne cancellata nel Maggio 2000 sulla scia dei fallimenti delle missioni Mars Climate Orbiter e Mars Polar Lander nel 1999. L'orbiter che avrebbe dovuto portare questo lander su Marte, chiamato Mars Surveyor 2001 Orbiter venne rinominato Mars Odyssey e fu lanciato singolarmente. Entrò in orbita marziana il 24 ottobre 2001.
Prima della cancellazione della missione, ci furono modifiche per l'aumento dei costi e i problemi tecnici, con la sostituzione del rover Athena con uno più piccolo e molto simile al Sojourner utilizzato nella missione Mars Pathfinder. Il rover Athena era invece paragonabile ai rover Spirit e Opportunity della missione Mars Exploration Rovers del 2004. In particolare Opportunity venne inviato nel punto di atterraggio che era stato previsto per il lander del Mars Sourveyor 2001.
Alcuni componenti di questo lander, come la camera Mars Descent Imager (MARDI), sono stati utilizzati per la missione Phoenix del 2007.